# Jakub Szyszkowski
Jakub Szyszkowski (21 agosto 1991) è un pesista polacco.

## Palmarès
| Anno | Manifestazione | Sede    | Evento         | Risultato | Prestazione | Note  |
| ---- | -------------- | ------- | -------------- | --------- | ----------- | ----- |
| 2010 | Mondiali U20   | Moncton | Getto del peso | 12º (q)   | 18,74 m     | [ 1 ] |
| 2013 | Europei U23    | Tampere | Getto del peso | Oro       | 19,78 m     |       |
| 2013 | Mondiali       | Mosca   | Getto del peso | 17º (q)   | 19,36 m     |       |
| 2014 | Europei        | Zurigo  | Getto del peso | 18º (q)   | 19,46 m     |       |
| 2015 | Europei indoor | Praga   | Getto del peso | nm (q)    | nm (q)      |       |
| 2017 | Mondiali       | Londra  | Getto del peso | 13º (q)   | 20,54 m     |       |
| 2017 | Universiadi    | Taipei  | Getto del peso | 5º        | 19,87 m     |       |
| 2018 | Europei        | Berlino | Getto del peso | 13º (q)   | 19,67 m     |       |
| 2019 | Europei indoor | Glasgow | Getto del peso | 10º (q)   | 20,28 m     |       |
| 2019 | Mondiali       | Doha    | Getto del peso | 15º (q)   | 20,55 m     |       |
| 2021 | Europei indoor | Toruń   | Getto del peso | 10º (q)   | 20,12 m     |       |
| 2022 | Europei        | Monaco  | Getto del peso | 21º (q)   | 19,19 m     |       |